# Thelypteris khamptorum
Thelypteris khamptorum là một loài dương xỉ trong họ Thelypteridaceae. Loài này được Holttum in Holttum & P.Chandra mô tả khoa học đầu tiên năm 1971.
Danh pháp khoa học của loài này chưa được làm sáng tỏ. 